# Бересатли
Бересатли или Бресатли (на гръцки: Καβαλάρης, до 1928 година Μπρεσατλή, Бресатли) е бивше село в Гърция, част от дем Бук на област Източна Македония и Тракия.

## География
Селото се е намирало на 2 km североизточно от Берчища (Птелеа).

## История
В началото на XX век Беклещи е малко турско село. При формирането на общината в 1919 година е пресметнато към Берчища. След изселването на малобройните турци в средата на 20-те години, в селото са заселени няколко семейства гърци бежанци, общо 19 души. В 1927 година името на селото е сменено на Каваларис.
Селото пострадва силно от Гражданската война (1946-1949), при която жителите му бягат в Берчища. Възстановено е през 80-те години.
| Година    | 1913 | 1920 | 1928 | 1940 | 1951 | 1961 | 1971 | 1981 | 1991 | 2001 | 2011 | 2021 |
| --------- | ---- | ---- | ---- | ---- | ---- | ---- | ---- | ---- | ---- | ---- | ---- | ---- |
| Население |      |      | 19   | 42   |      |      |      |      | 8    |      |      |      |